# Peter Bryan Wells
Peter Bryan Wells (ur. 12 maja 1963 w Tulsa) – amerykański duchowny rzymskokatolicki, nuncjusz apostolski.

## Życiorys
12 lipca 1991 otrzymał święcenia kapłańskie i został inkardynowany do diecezji Tulsa. W 1996 rozpoczął przygotowanie do służby dyplomatycznej na Papieskiej Akademii Kościelnej.
16 lipca 2009 został mianowany przez Benedykta XVI asesorem Sekcji ds. Ogólnych w Sekretariacie Stanu.
Decyzją papieża Franciszka od 24 czerwca 2013 został sekretarzem grupy pięciorga doradców, którzy będą nadzorować Instytut Dzieł Religijnych.
9 lutego 2016 papież Franciszek mianował go nuncjuszem apostolskim w Południowej Afryce i Botswanie oraz arcybiskupem tytularnym Marcianopolis. 13 lutego 2016 został równocześnie akredytowany nuncjuszem apostolskim w Namibii oraz Lesotho, a 13 czerwca 2016 w Suazi. Sakry udzielił mu 19 marca 2016 osobiście papież.
8 lutego 2023 został przeniesiony do nuncjatury apostolskiej w Tajlandii, będąc jednocześnie akredytowanym w Kambodży i Laosie.